# Partecipanti al Giro d'Italia 2009

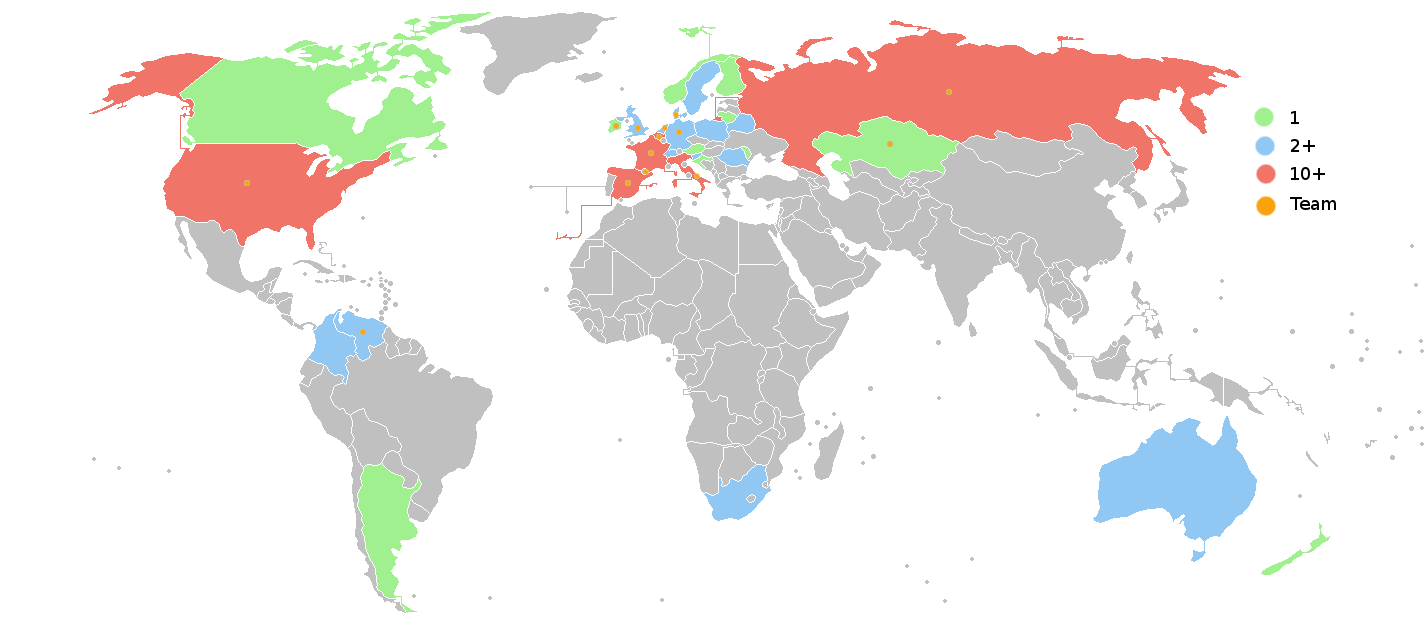
Le nazioni rappresentate al Giro d'italia 2009 in termini di squadre e ciclisti

Elenco dei partecipanti al Giro d'Italia 2009.
Il Giro d'Italia 2009 fu la novantaduesima edizione della corsa. Alla competizione presero parte 22 squadre, 15 iscritte all'UCI ProTour (tutte tranne Cofidis, Française des Jeux ed Euskaltel-Euskadi) più sette squadre invitate, ciascuna delle quali composta da nove corridori, per un totale di 198 ciclisti. La corsa partì il 9 maggio dal Lido di Venezia e terminò il 31 maggio a Roma; in quest'ultima località portarono a termine la competizione 169 corridori. 
Il numero uno è stato assegnato a Stefano Garzelli, in virtù della mancanza del detentore dell'edizione precedente e del rispetto dell'ordine alfabetico delle squadre. Il più giovane al via era Luca Barla, in forza al Team Milram, di 21 anni e 222 giorni.
Nella lista degli iscritti figuravano anche il sette volte vincitore del Tour de France Lance Armstrong ed il vincitore del Giro 2006 Ivan Basso. La particolarità sta nel fatto che entrambi sono ritornati a gareggiare in un'importante corsa a tappe rispettivamente dopo tre e due anni di assenza.

## Corridori per squadra
Nota: R ritirato, NP non partito FT fuori tempo, SQ squalificato.
| Acqua & Sapone-Caffè Mokambo | Acqua & Sapone-Caffè Mokambo   | Acqua & Sapone-Caffè Mokambo | Team Garmin-Slipstream           | Team Garmin-Slipstream           | Team Garmin-Slipstream           | Silence-Lotto           | Silence-Lotto           | Silence-Lotto           |
| ---------------------------- | ------------------------------ | ---------------------------- | -------------------------------- | -------------------------------- | -------------------------------- | ----------------------- | ----------------------- | ----------------------- |
| 1                            | Stefano Garzelli               | 7º                           | 81                               | Tom Danielson                    | 78º                              | 161                     | Christophe Brandt       | 70º                     |
| 2                            | Dario Andriotto                | R 19ª                        | 82                               | Julian Dean                      | 136º                             | 162                     | Francis De Greef        | 21º                     |
| 3                            | Massimo Codol                  | R 16ª                        | 83                               | Tyler Farrar                     | NP 15ª                           | 163                     | Bart Dockx              | 168º                    |
| 4                            | Alessandro Donati              | 109º                         | 84                               | Cameron Meyer                    | NP 14ª                           | 164                     | Philippe Gilbert        | 97º                     |
| 5                            | Francesco Failli               | 91º                          | 85                               | David Millar                     | R 15ª                            | 165                     | Pieter Jacobs           | 130º                    |
| 6                            | Ruggero Marzoli                | 99º                          | 86                               | Danny Pate                       | 144º                             | 166                     | Jonas Ljungblad         | 128º                    |
| 7                            | Andrea Masciarelli             | 86º                          | 87                               | Christian Vande Velde            | R 3ª                             | 167                     | Olivier Kaisen          | 159º                    |
| 8                            | Francesco Masciarelli          | 17º                          | 88                               | Bradley Wiggins                  | 71º                              | 168                     | Jelle Vanendert         | R 14ª                   |
| 9                            | Giuseppe Palumbo               | 158º                         | 89                               | David Zabriskie                  | 152º                             | 169                     | Charles Wegelius        | 105º                    |
| AG2R La Mondiale             | AG2R La Mondiale               | AG2R La Mondiale             | Team ISD                         | Team ISD                         | Team ISD                         | Team Columbia-High Road | Team Columbia-High Road | Team Columbia-High Road |
| 11                           | Tadej Valjavec                 | 9º                           | 91                               | Giovanni Visconti                | 76º                              | 171                     | Michael Barry           | 127º                    |
| 12                           | Aleksandr Efimkin              | 37º                          | 92                               | Oscar Gatto                      | 149º                             | 172                     | Edvald Boasson Hagen    | 82º                     |
| 13                           | Sébastien Hinault              | 125º                         | 93                               | Dario David Cioni                | 47º                              | 173                     | Mark Cavendish          | NP 14ª                  |
| 14                           | Jurij Krivcov                  | 116º                         | 94                               | Ian Stannard                     | 160º                             | 174                     | Thomas Löfkvist         | 25º                     |
| 15                           | Julien Loubet                  | R 8ª                         | 95                               | Andrij Hrivko                    | 22º                              | 175                     | Marco Pinotti           | 40º                     |
| 16                           | Renaud Dion                    | 81º                          | 96                               | Dmytro Hrabovs'kyj               | 67º                              | 176                     | Morris Possoni          | 83º                     |
| 17                           | Jean-Charles Sénac             | 146º                         | 97                               | Bartosz Huzarski                 | 102º                             | 177                     | Mark Renshaw            | NP 14ª                  |
| 18                           | Blaise Sonnery                 | 64º                          | 98                               | Leonardo Scarselli               | 157º                             | 178                     | Michael Rogers          | 8º                      |
| 19                           | Guillaume Bonnafond            | 87º                          | 99                               | Ruslan Pidhornyj                 | R 8ª                             | 179                     | Kanstancin Siŭcoŭ       | 16º                     |
| Astana Team                  | Astana Team                    | Astana Team                  | Lampre-N.G.C.                    | Lampre-N.G.C.                    | Lampre-N.G.C.                    | Team Katusha            | Team Katusha            | Team Katusha            |
| 21                           | Lance Armstrong                | 12º                          | 101                              | Damiano Cunego                   | 19º                              | 181                     | Filippo Pozzato         | NP 14ª                  |
| 22                           | Janez Brajkovič                | 18º                          | 102                              | Matteo Bono                      | 123º                             | 182                     | Pavel Brutt             | 125º                    |
| 23                           | Chris Horner                   | NP 11ª                       | 103                              | Marzio Bruseghin                 | 10º                              | 183                     | Nikita Es'kov           | 65º                     |
| 24                           | Levi Leipheimer                | 6º                           | 104                              | Mauro Da Dalto                   | 120º                             | 184                     | Michail Ignat'ev        | 167º                    |
| 25                           | Steve Morabito                 | 88º                          | 105                              | Enrico Gasparotto                | 60º                              | 185                     | Sergej Klimov           | 137º                    |
| 26                           | Daniel Navarro                 | 31º                          | 106                              | Francesco Gavazzi                | 69º                              | 186                     | Luca Mazzanti           | 42º                     |
| 27                           | Jaroslav Popovyč               | 15º                          | 107                              | Marco Marzano                    | 51º                              | 187                     | Evgenij Petrov          | 34º                     |
| 28                           | José Luis Rubiera              | 49º                          | 108                              | Manuele Mori                     | 93º                              | 188                     | Aleksandr Serov         | 117º                    |
| 29                           | Andrej Zejc                    | 35º                          | 109                              | Paolo Tiralongo                  | 38º                              | 189                     | Ben Swift               | 132º                    |
| Barloworld                   | Barloworld                     | Barloworld                   | Liquigas                         | Liquigas                         | Liquigas                         | Team Milram             | Team Milram             | Team Milram             |
| 31                           | Mauricio Soler                 | R 16ª                        | 111                              | Ivan Basso                       | 5º                               | 191                     | Luca Barla              | 141º                    |
| 32                           | John-Lee Augustyn              | 67º                          | 112                              | Valerio Agnoli                   | 61º                              | 192                     | Robert Förster          | 162º                    |
| 33                           | Francesco Bellotti             | 58º                          | 113                              | Kjell Carlström                  | 62º                              | 193                     | Markus Fothen           | 110º                    |
| 34                           | Diego Caccia                   | 122º                         | 114                              | Vladimir Miholjević              | 53º                              | 194                     | Thomas Fothen           | 133º                    |
| 35                           | Félix Cárdenas                 | 66º                          | 115                              | Franco Pellizotti                | 3º                               | 195                     | Martin Müller           | 161º                    |
| 36                           | Giampaolo Cheula               | 101º                         | 116                              | Manuel Quinziato                 | 106º                             | 196                     | Thomas Rohregger        | 29º                     |
| 37                           | Chris Froome                   | 36º                          | 117                              | Gorazd Štangelj                  | 96º                              | 197                     | Matthias Russ           | R 2ª                    |
| 38                           | Robert Hunter                  | 154º                         | 118                              | Sylwester Szmyd                  | 44º                              | 198                     | Ronny Scholz            | R 10ª                   |
| 39                           | Paolo Longo Borghini           | 113º                         | 119                              | Alessandro Vanotti               | 107º                             | 199                     | Björn Schröder          | 140º                    |
| Bbox Bouygues Telecom        | Bbox Bouygues Telecom          | Bbox Bouygues Telecom        | LPR Brakes-Farnese Vini          | LPR Brakes-Farnese Vini          | LPR Brakes-Farnese Vini          | Team Saxo Bank          | Team Saxo Bank          | Team Saxo Bank          |
| 41                           | Julien Belgy                   | 151º                         | 121                              | Danilo Di Luca                   | 2º                               | 201                     | Fabian Cancellara       | NP 12ª                  |
| 42                           | Steve Chainel                  | NP 14ª                       | 122                              | Gabriele Bosisio                 | 27º                              | 202                     | Jens Voigt              | 48º                     |
| 43                           | Yohann Gène                    | R 16ª                        | 123                              | Riccardo Chiarini                | 118º                             | 203                     | Anders Lund             | 155º                    |
| 44                           | Saïd Haddou                    | 163º                         | 124                              | Giairo Ermeti                    | 138º                             | 204                     | Jason McCartney         | 63º                     |
| 45                           | Guillaume Le Floch             | 129º                         | 125                              | Jure Golčer                      | 55º                              | 205                     | Juan José Haedo         | 148º                    |
| 46                           | Evgenij Sokolov                | 169º                         | 126                              | Matteo Montaguti                 | 143º                             | 206                     | Jurgen Van Goolen       | 85º                     |
| 47                           | Matthieu Sprick                | 75º                          | 127                              | Alessandro Petacchi              | 121º                             | 207                     | Lars Bak                | 20º                     |
| 48                           | Johann Tschopp                 | 126º                         | 128                              | Daniele Pietropolli              | 94º                              | 208                     | Matthew Goss            | 131º                    |
| 49                           | Thomas Voeckler                | 89º                          | 129                              | Alessandro Spezialetti           | 74º                              | 209                     | Kasper Klostergaard     | 147º                    |
| Caisse d'Epargne             | Caisse d'Epargne               | Caisse d'Epargne             | Quick Step                       | Quick Step                       | Quick Step                       | Xacobeo Galicia         | Xacobeo Galicia         | Xacobeo Galicia         |
| 51                           | David Arroyo                   | 11º                          | 131                              | Allan Davis                      | 119º                             | 211                     | Serafín Martínez        | 142º                    |
| 52                           | Arnold Jeannesson              | 57º                          | 132                              | Dario Cataldo                    | 59º                              | 212                     | Gustavo César Veloso    | 145º                    |
| 53                           | Vasil' Kiryenka                | 73º                          | 133                              | Dries Devenyns                   | 95º                              | 213                     | David García Dapena     | R 5ª                    |
| 54                           | Pablo Lastras                  | 45º                          | 134                              | Addy Engels                      | 112º                             | 214                     | Vladimir Isajčev        | 164º                    |
| 55                           | David López García             | R 20ª                        | 135                              | Mauro Facci                      | 108º                             | 215                     | Gonzalo Rabuñal         | 115º                    |
| 56                           | Francisco Pérez                | R 4ª                         | 136                              | Francesco Reda                   | 139º                             | 216                     | Delio Fernández         | 124º                    |
| 57                           | Mathieu Perget                 | 72º                          | 137                              | Kevin Hulsmans                   | 98º                              | 217                     | Iban Mayoz              | R 15ª                   |
| 58                           | Joaquim Rodríguez              | R 11ª                        | 138                              | Kevin Seeldraeyers               | 14º                              | 218                     | Marcos García           | 52º                     |
| 59                           | Anthony Charteau               | 104º                         | 139                              | Davide Malacarne                 | R 18ª                            | 219                     | Ėduard Vorganov         | 23º                     |
| Cervélo TestTeam             | Cervélo TestTeam               | Cervélo TestTeam             | Rabobank                         | Rabobank                         | Rabobank                         |                         |                         |                         |
| 61                           | Carlos Sastre                  | 4º                           | 141                              | Denis Men'šov                    | 1º                               |                         |                         |                         |
| 62                           | Philip Deignan                 | 56º                          | 142                              | Mauricio Ardila                  | 41º                              |                         |                         |                         |
| 63                           | Simon Gerrans                  | 43º                          | 143                              | Laurens ten Dam                  | 28º                              |                         |                         |                         |
| 64                           | Volodymyr Hustov               | 54º                          | 144                              | Jos van Emden                    | 166º                             |                         |                         |                         |
| 65                           | Jeremy Hunt                    | 150º                         | 145                              | Bram de Groot                    | 153º                             |                         |                         |                         |
| 66                           | Ted King                       | 111º                         | 146                              | Pedro Horrillo                   | R 8ª                             |                         |                         |                         |
| 67                           | Ignatas Konovalovas            | 90º                          | 147                              | Dmitrij Kozončuk                 | 79º                              |                         |                         |                         |
| 68                           | Daniel Lloyd                   | 114º                         | 148                              | Tom Stamsnijder                  | 134º                             |                         |                         |                         |
| 69                           | Serge Pauwels                  | 33º                          | 149                              | Maarten Tjallingii               | 100º                             |                         |                         |                         |
| Fuji-Servetto                | Fuji-Servetto                  | Fuji-Servetto                | Serramenti Diquigiovanni-Androni | Serramenti Diquigiovanni-Androni | Serramenti Diquigiovanni-Androni |                         |                         |                         |
| 71                           | Iker Camaño                    | 39º                          | 151                              | Gilberto Simoni                  | 24º                              |                         |                         |                         |
| 72                           | Eros Capecchi                  | NP 15ª                       | 152                              | Leonardo Bertagnolli             | 46º                              |                         |                         |                         |
| 73                           | Davide Viganò                  | 156º                         | 153                              | Michele Scarponi                 | 32º                              |                         |                         |                         |
| 74                           | Ángel Gómez                    | 80º                          | 154                              | Alessandro Bertolini             | 92º                              |                         |                         |                         |
| 75                           | Jesús del Nero                 | R 7ª                         | 155                              | José Serpa                       | 13º                              |                         |                         |                         |
| 76                           | Héctor González                | 103º                         | 156                              | Rubens Bertogliati               | 68º                              |                         |                         |                         |
| 77                           | Alberto Fernández de la Puebla | 165º                         | 157                              | Francesco De Bonis               | 84º                              |                         |                         |                         |
| 78                           | Fredrik Kessiakoff             | 50º                          | 158                              | Carlos Ochoa                     | 30º                              |                         |                         |                         |
| 79                           | Ricardo Serrano                | R 15ª                        | 159                              | Jackson Rodríguez                | 26º                              |                         |                         |                         |

### Legenda
| Legenda          | Legenda | Legenda       | Legenda                                                  |
| ---------------- | --- | ------------- | -------------------------------------------------------- |
| Dorsale          | Dorsale di partenza del ciclista | Posizione     | Posizione finale nella classifica generale               |
| Maglia rosa      | Indica il vincitore della classifica generale                                                                                        | Maglia verde  | Indica il vincitore della classifica dei GPM             |
| Maglia ciclamino | Indica il vincitore della classifica a punti                                                                                         | Maglia bianca | Indica il vincitore della classifica giovani             |
| NP               | Indica un ciclista che non è ripartito in una tappa la mattina                                                                       | R             | Indica un ciclista che si è ritirato in una tappa        |
| FTM              | Indica un ciclista che ha concluso una tappa fuori tempo, ossia ha impiegato più tempo rispetto a quanto stabilito dal tempo massimo | EX            | Corridore escluso per non aver rispettato il regolamento |

## Ciclisti per nazione
Le nazionalità rappresentate nella manifestazione sono 29; in tabella il numero dei ciclisti suddivisi per la propria nazione di appartenenza:
| Numero ciclisti | Nazione                                                                                 |
| --------------- | --------------------------------------------------------------------------------------- |
| 55              | Italia                                                                                  |
| 22              | Spagna                                                                                  |
| 16              | Francia                                                                                 |
| 12              | Belgio, Russia                                                                          |
| 11              | Stati Uniti                                                                             |
| 9               | Gran Bretagna                                                                           |
| 8               | Germania                                                                                |
| 6               | Australia, Paesi Bassi, Ucraina                                                         |
| 4               | Colombia, Slovenia, Svizzera                                                            |
| 3               | Danimarca, Svezia                                                                       |
| 2               | Bielorussia, Polonia, Sudafrica, Venezuela                                              |
| 1               | Argentina, Austria, Canada, Croazia, Finlandia, Irlanda, Kazakistan, Lituania, Norvegia |